# Battaglia di Himara
La battaglia di Himara (in greco Η Μάχη της Χειμάρρας?) fu combattuta dal 17 al 22 dicembre 1940 nella città di Himara tra il Regno di Grecia e il Regno d'Italia durante la campagna italiana di Grecia. 
La battaglia si colloca nel contesto della controffensiva greca che colpì il Regio Esercito italiano dopo i falliti tentativi di conquista di quest'ultimo.

## Antefatti
L'esercito italiano, già schierato sul confine greco-albanese, lanciò il 28 ottobre 1940 su ordine di Mussolini un'offensiva contro la il Regno di Grecia. Dopo un'iniziale avanzata italiana durata due settimane, le forze elleniche riuscirono a respingere gli invasori nelle decisive battaglie del Pindo e di Elaia-Kalamas. A partire dal 9 novembre, l'esercito greco lanciò una massiccia controffensiva, riuscendo a penetrare in gran parte del territorio albanese. Una dopo l'altra, diverse città albanesi caddero sotto il controllo dei Greci: Coriza fu conquistata il 22 novembre, Pogradec il 30 novembre, Saranda il 6 dicembre e Argirocastro 2 giorni dopo.

## La battaglia
Il 13 dicembre, l'esercito ellenico occupò Porto Palermo, un piccolo villaggio costiero strategicamente importante situato a sud della città di Himara. Due giorni dopo, le forze greche proseguirono la loro avanzata verso Hirama, tuttavia furono rallentate a causa dei pesanti raid aerei lanciati dall'esercito italiano e dalla condizioni meteorologiche estremamente rigide (la neve era alta circa 3 metri). Il 19 dicembre le forze greche, dopo un duro combattimento, conquistarono l'altura Giami, mentre nel frattempo, all'alba dello stesso giorno, il colonnello Thrasyvoulos Tsakalotos ordinò a una divisioni di euzoni, completamente priva di artiglieria, di lanciare un attacco a sorpresa contro le truppe italiane situate sul Mali i Gjerë, un gruppo montuoso a est di Himara e fondamentale dal punto di vista strategico per difendere la città. Gli euzoni colsero alla sprovvista l'esercito italiano, che dunque poté soltanto difendersi in modo scomposto e caotico. Lo scontro si concluse con una schiacciante vittoria delle forze elleniche, che grazie alla neve alta riuscirono anche a evitare facilmente il filo spinato italiano e a catturare alcuni pezzi di artiglieria, mentre il Regio Esercito subì diverse perdite.
Dopo tre giorni di duri combattimenti, l'esercito greco riuscì a conquistare l'altura di Kuç, la quale fornisce un veloce accesso alla valle di Shushicë, che termina proprio con la città di Hirama. Durante gli scontri, le forze italiane persero, oltre che diversi uomini, sei pezzi d'artiglieria, un mortaio e numerosi rifornimenti bellici. Il 21 dicembre, i Greci conquistarono l'altura di Tsipista, l'ultima fortezza naturale, situata a nord-ovest di Himara, che proteggeva la città. Capendo che ormai erano completamente circondati, le truppe italiane abbandonarono la città in una caotica ritirata e, la mattina del 22 dicembre, l'esercito greco entrò trionfante a Himara, ove fu accolto dalla gente del posto con grande entusiasmo.
Alla fine dei combattimenti, le perdite elleniche superavano a stento i 100 fra i morti e i feriti, mentre quelle italiane contavano ben 400 morti e 900 prigionieri di guerra.

## Conseguenze
La presa di Himara fu celebrata in tutta la Grecia come un grande successo militare, dimostrando che l'esercito ellenico era nelle condizioni di continuare l'avanzata nel territorio albanese. In Italia, invece, Benito Mussolini scrisse una lettera al generale Ugo Cavallero il 24 dicembre, esprimendo le sue preoccupazioni per la campagna di Grecia, senza tuttavia sottovalutare le abilità strategiche italiane e dando la colpa della disfatta all'alto morale che circolava fra le truppe elleniche.